# Gasteracantha rufithorax
Gasteracantha rufithorax är en spindelart som beskrevs av Simon 1881. Gasteracantha rufithorax ingår i släktet Gasteracantha och familjen hjulspindlar.
Artens utbredningsområde är Madagaskar. Inga underarter finns listade i Catalogue of Life.